# 米吉提·纳斯尔
米吉提·纳斯尔（1938年10月—），男，维吾尔族，新疆伊宁人，中华人民共和国政治人物，曾任新疆维吾尔自治区人大常委会副主任。